# Juan Mesué el Joven
Masawaih al-Mardini (Yahyā ibn Masawaih al-Mardini; conocido como Juan Mesué el Joven) fue un médico árabe nacido en Mardin. Después de trabajar en Bagdad, entró al servicio del califa Al-Hákim bi-Amrillah.
Masawaih al-Mardini fue un cristiano nestoriano. Según su único biógrafo, León el africano, se acepta en el mundo occidental como Juan Mesué el Joven. Es conocido por sus libros de purgantes y eméticos (De medicins laxativis) y por una farmacopea en 12 partes conocida en Occidente como Antidotarium sive Grabaddin medicamentorum (en árabe الاقرابادین; Al-Aqrabadin) , el cual permaneció por siglos como el texto de farmacia estándar en Occidente. Las 12 partes del Grabaddin son: 
- 1) de electariis delectabilis ("de las mermeladas encantadoras"). Recetas de mermeladas de azúcar, entonces llamadas en francés antiguo « électuaires » (anteriormente se hacían con miel).
- 2) de opiatis ("de los opiáceos")
- 3) electuaria solutiva. Recetas para el tracto intestinal y laxantes suaves como el ruibarbo (Rumex obtusifolius) y el tamarindo; pero también laxantes más drásticos como aloe, calabaza y escamonea.
- 4) de conditis ("de las especias"). Recetas de flores (violeta, rosa), especias (cáscara de limón, jengibre) y frutas confitadas (membrillo, manzana, pera, melocotón).
- 5) de speciebus loch. Loch viene del árabe la'uq y denomina a los dulces de herencia griega y después a los de origen árabe como el turrón o el mazapán.
- 6) de syrupis et robub ("de jarabes y licores"). Recetas de almíbares de manzana, pera, membrillo, ciruela, menta y granadina como medicamentos y calmantes de la sed; y recetas de robs (del árabe rubb: jugo): jugos de frutas ácidos concentrados que resultan en jarabes agrios.
- 7) de decoctionibus ("de las decocciones")
- 8) de trochiscis ("de los trociscos")
- 9) de pilulis ("de las pastillas")
- 10) de suffuf et pulveribus ("de los polvos")
- 11) de unguentis et emplastis (" de los ungüentos y los emplastos")
- 12) de oleis ("de los aceites")

Se cree que también realizó los famosos Cánones, sobre la doctrina médica de Galeno de Pérgamo y las teorías de Avicena.

## Pseudo-Mesué
El historiador médico alemán Johann Ludwig Choulant (1791-1861) fue el primero en dudar de la existencia de Mesué el Joven. Sus razonamientos llevaron a otros historiadores a dudar también, ya que en las traducciones a latín de las obras que se le atribuyen recibe distintos nombres; además de que ningún historiador árabe menciona a Mesué el Joven.
Muchos autores creen que se trata de un grupo de alumnos de Avicena o Ibn Sina y que en realidad no se trata de una sola persona.
Hasta el siglo XVIII, se creyó que era rey de Damasco y erudito creador de los Cánones. Así se puede ver en la Cartilla pharmaceutica, chimico-galenica de Pedro de Viñaburu.
Es muy probable que algún compilador de la época quisiera aprovechar el prestigio de Juan Mesué para asegurar la suerte de los escritos, algo que no era muy raro en aquellos tiempos.

## Obras
Su principal obra, como queda dicho, son los llamados Cánones, que están recopilados por primera vez en latín en De medicinis universalibus et particularibus (publicado en Venecia en 1471).  
Son diez: de la sustancia, de la complexión, del tacto, del olor, del sabor, del color, del tiempo, del lugar, de la vecindad y de la singularidad.
Durante siglos estos Cánones fueron considerados como el Evangelio de los farmacéuticos, ya que aunque recogen los mismos contenidos que los escritos de Avicena, son mucho más extensos y detallados. También recoge en muchas ocasiones el modo de hacer diferentes medicamentos que fueron empleados en ocasiones hasta bien entrado el siglo XVIII. 

## Enlaces de interés
- Mesue (en francés)